# Osztrák Szövetségi Hadsereg
Az Osztrák Szövetségi Hadsereg (németül: Bundesheer) Ausztria reguláris hadereje. Az egységes „Szövetségi” haderőről a kilenc önálló osztrák tartomány döntött az 1920-ban elfogadott szövetségi alkotmánytörvényben. Története során öt fő szervezeti felépítés különböztethető meg: 1920–1938, 1938–1955, 1955–1968, 1968–1989 és 1990-től napjainkig.

## Osztrák Hadsereg
Österreichs Bundesheer

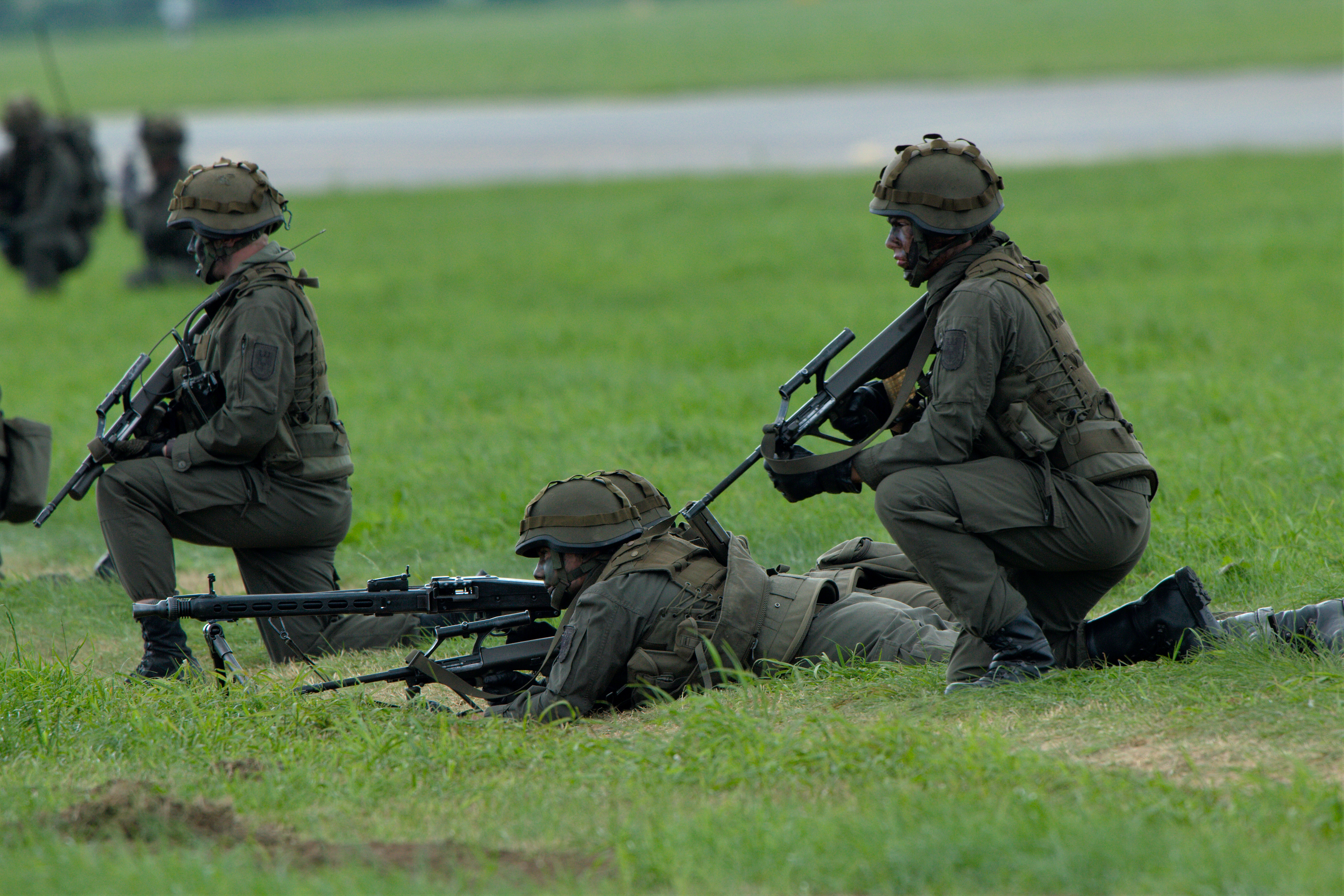
Osztrák katonák gyakorlata

Az Osztrák hadsereg néhány összefoglaló adata:
- Katonai költségvetés: 2012-ben 3,209 milliárd USD, a GDP 0,8%-a.
- Teljes személyi állomány: 26 000 fő
- Tartalék: 27 000 fő (kiképzett)
- Sorozás, toborzás rendje: behívás alapján.
- Szolgálati idő: 6 hónap
- Rendelkezésre álló, mozgósítható létszám: 1,9 millió fő, amelyből 1,6 millió alkalmas harci szolgálatra.

## Szárazföldi erők
Létszám: 21 700 fő
- 2 gépesített lövész dandár
  - 3. gépesített gyalogos dandár (Mautern)
  - 4. gépesített gyalogos dandár (Hörsching)
- 2 lövész dandár
  - 6. hegyi gyalogos dandár (Absam)
  - 7. gyalogos dandár (Klagenfurt)
- 9 tartományi parancsnokság, amelyekben lövész ezredek, és 20 csökkentett állományú, zászlóalj van.

### Felszerelés

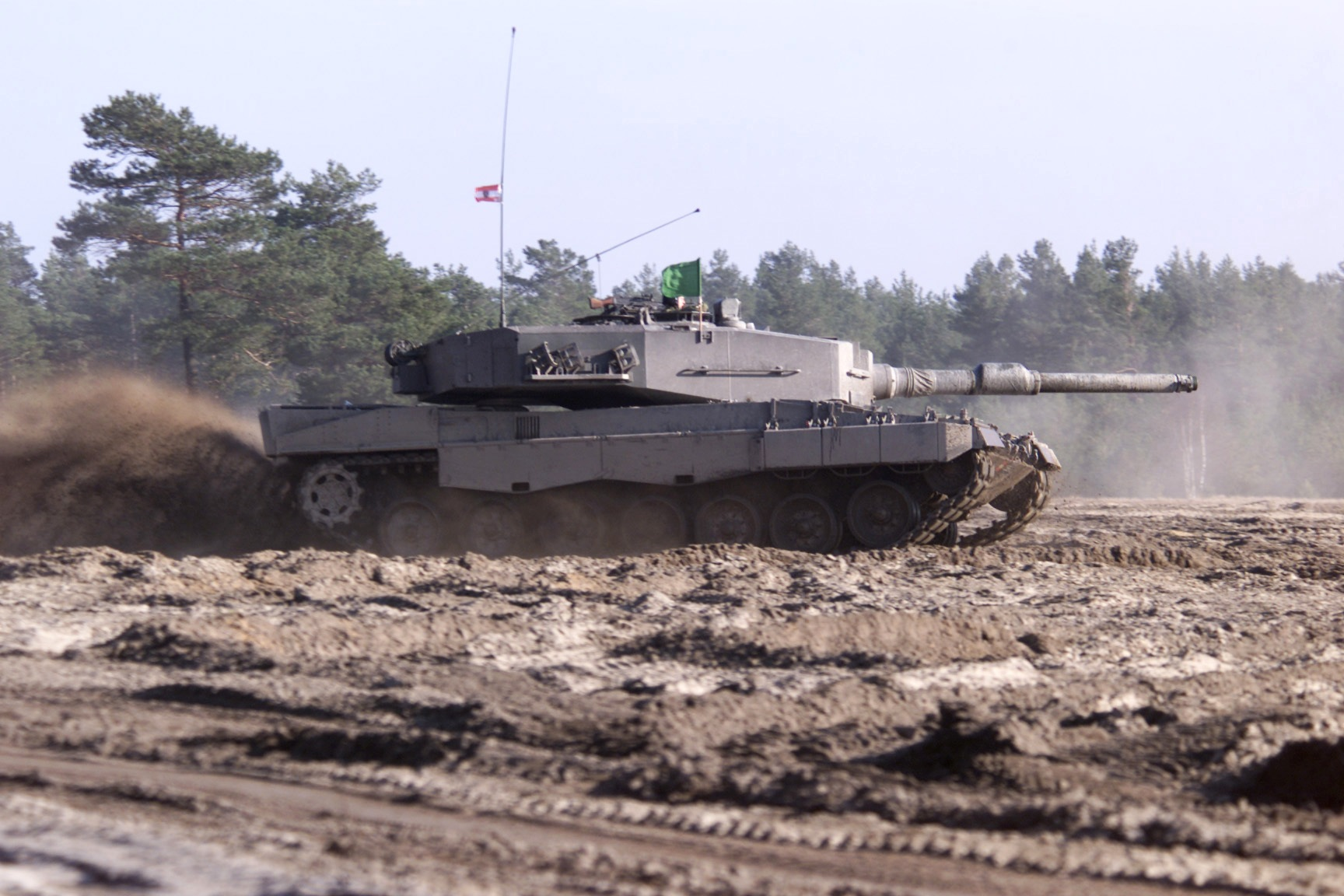
Az Osztrák Hadsereg (Bundesheer) Leopard 2A4-ese

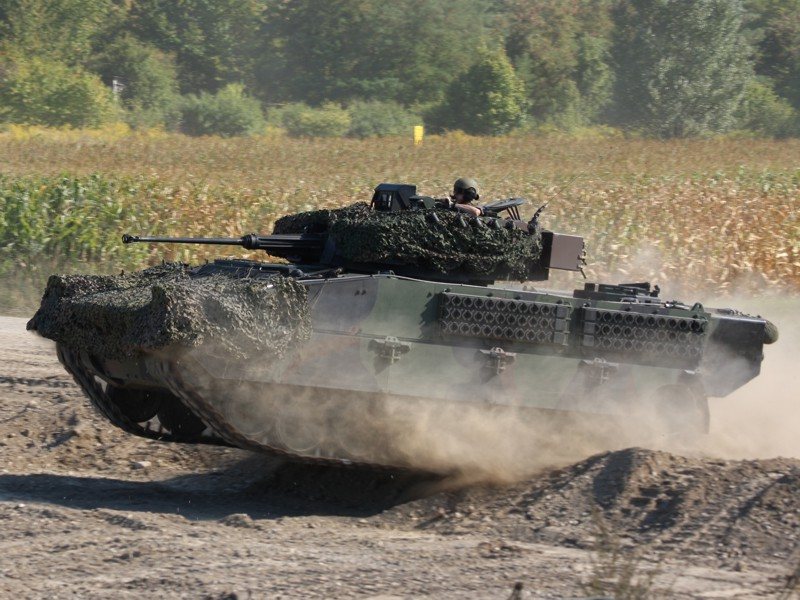
Az Osztrák Hadsereg (Bundesheer) Ulan harcjárműve-

- 56 db Leopard 2A4 harckocsi
- 112 db Steyr Ulan páncélozott gyalogsági harcjármű
- 71 db Steyr Pandur páncélozott szállító harcjármű
- 35 db ATF Dingo páncélozott szállító jármű
- 150 db Iveco LMV páncélozott szállító jármű
- 64 db M109 A5Ö önjáró tüzérségi löveg

## Légierő
Létszám: 4300 fő
Repülők

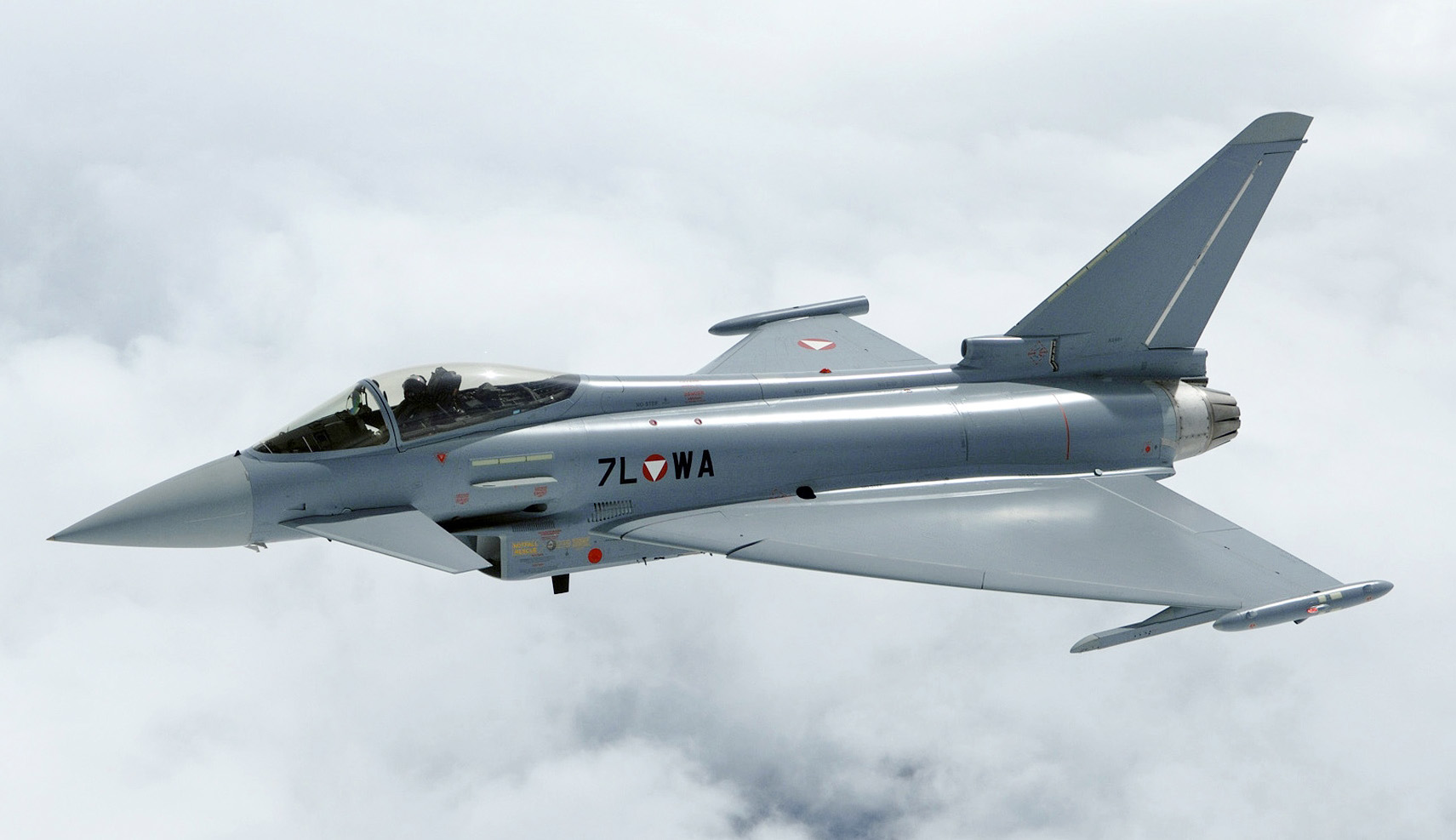
Az Osztrák Légierő Eurofighter Typhoon

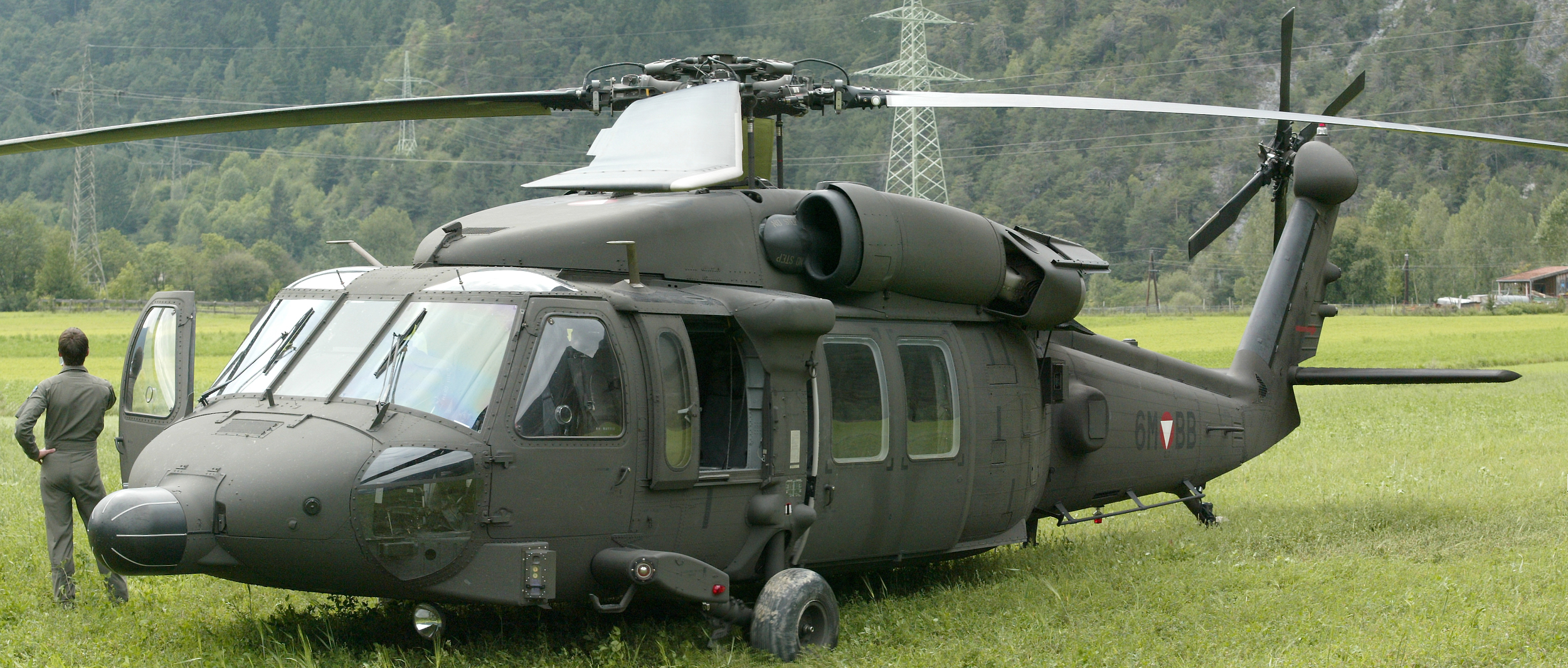
Az Osztrák Légierő Black Hawk helikoptere

- 15 db Eurofighter Typhoon (Megrendelve. Ezek váltják az elavultnak minősített típusokat, melyeket kivonnak, pl. Draken, vagy F-5)
- 28 db SAAB 105E (kiképzőgép)
- 3 db C–130 Hercules
- 12 db Pilatus PC–7 Turbo Trainer
- 8 db Pilatus PC–6B Porter

Kivont eszközök
- 12 db F–5E
- 23 db Saab 35Ö Draken,
- 14 db Cessna O–1/L–19A és E O–lA, E O–lE,
- 12 db RS–6V;
- 16 db RS–7.

Helikopterek
- 9 db UH–60 Black Hawk
- 23 db Alouette Recovery
- 23 db Agusta Bell 212
- 12 db OH–58 Kiowa Scout
- 11 db Bell 206 JetRanger

Légvédelmi rakéták
- 36 db Mistral indító